# Калгун-Сіті (Міссісіпі)
Калгун-Сіті (англ. Calhoun City) — місто (англ. town) в США, в окрузі Калгун штату Міссісіпі. Населення — 1533 особи (2020).

## Географія
Калгун-Сіті розташований за координатами 33°51′34″ пн. ш. 89°18′53″ зх. д. / 33.85944° пн. ш. 89.31472° зх. д. (33.859350, -89.314619).  За даними Бюро перепису населення США в 2010 році місто мало площу 6,15 км², з яких 6,11 км² — суходіл та 0,04 км² — водойми.

## Демографія
Згідно з переписом 2010 року, у місті мешкали 1774 особи в 695 домогосподарствах у складі 471 родини. Густота населення становила 289 осіб/км².  Було 801 помешкання (130/км²).
Расовий склад населення:
| - 60,5 % — білих - 37,6 % — чорних або афроамериканців - 0,2 % — корінних американців - 0,1 % — азіатів |

До двох чи більше рас належало 1,0 %. Частка іспаномовних становила 1,0 % від усіх жителів.
За віковим діапазоном населення розподілялося таким чином: 26,6 % — особи молодші 18 років, 52,4 % — особи у віці 18—64 років, 21,0 % — особи у віці 65 років та старші. Медіана віку мешканця становила 38,6 року. На 100 осіб жіночої статі у місті припадало 73,2 чоловіків;  на 100 жінок у віці від 18 років та старших — 66,4 чоловіків також старших 18 років.
Середній дохід на одне домашнє господарство  становив 37 481 долар США (медіана — 27 875), а середній дохід на одну сім'ю — 45 037 доларів (медіана — 37 039). Медіана доходів становила 31 411 долар для чоловіків та 25 380 доларів для жінок. За межею бідності перебувало 35,2 % осіб, у тому числі 50,0 % дітей у віці до 18 років та 11,5 % осіб у віці 65 років та старших.
Цивільне працевлаштоване населення становило 624 особи. Основні галузі зайнятості: освіта, охорона здоров'я та соціальна допомога — 24,2 %, виробництво — 19,2 %, роздрібна торгівля — 14,4 %.